# Шпичинцы (Хмельницкий район)
Шпичинцы (укр. Шпичинці) — село в Хмельницком районе Хмельницкой области Украины.
Население по переписи 2001 года составляло 490 человек. Почтовый индекс — 31322. Телефонный код — 3822. Занимает площадь 15,01 км². Код КОАТУУ — 6825089801.

## История
В 1994 г. селу возвращено историческое название

## Местный совет
31322, Хмельницкая обл., Хмельницкий р-н, с. Шпичинцы, ул. Ленина, 35